# ジャンドゥーヤ

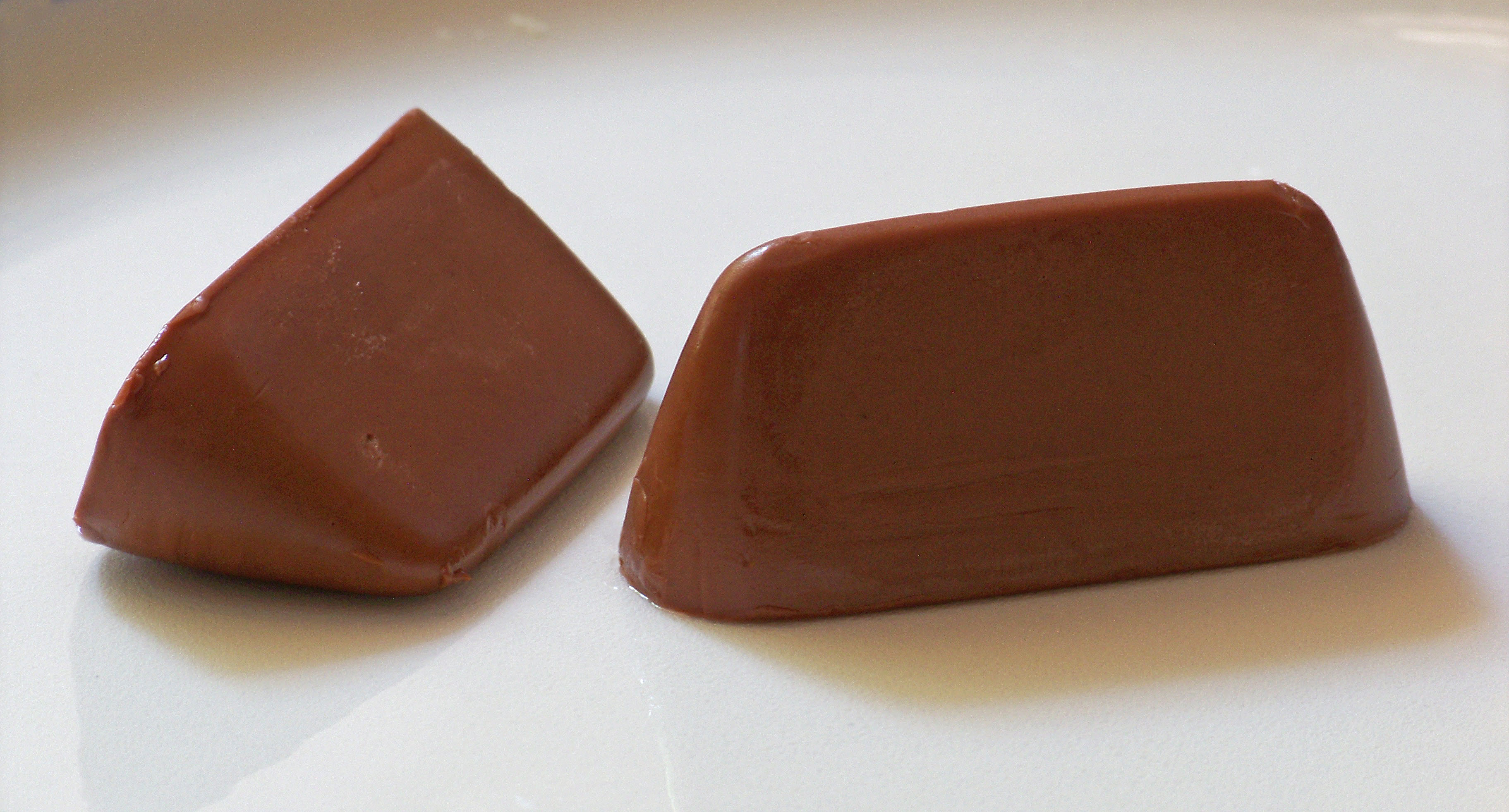
ジャンドゥイオッティ。

ジャンドゥーヤ（伊: gianduja）あるいはジャンドゥイア（伊: gianduia）は、焙煎したナッツ類（主にヘーゼルナッツやアーモンド）のペーストとチョコレートとの混合物。製菓材料として用いられる。
元々はイタリア・トリノのチョコレート菓子「ジャンドゥイオッティ」。これはナポレオン政権下での取締りによって不足したカカオを補うために、地元で豊富に採れるヘーゼルナッツを混ぜたことから生まれた。
ジャンドゥーヤとジャンドゥイオッティの名は、コンメディア・デッラルテや謝肉祭、人形劇に登場する、トリノとピエモンテ州を象徴する同名のキャラクター、ジャンドゥイヤに因るとされる。
様々なメーカーのものが日本に輸入されている。